# Marguerite Tiberghien
Marguerite Tiberghien, nació en 1926 en Roubaix en el Norte de Francia y es una religiosa francesa de las Hijas de la Caridad de San Vicente de Paúl, más conocida por la creación de la Escuela Especial de Brazzaville en el Congo, que desde 1974 escolariza gratuitamente a los excluidos del sistema escolar: niños y jóvenes que han abandonado la escuela, analfabetos y adultos discapacitados.

## Biografía
A los veintidós años, Marguerite Tiberghien ingresa en las órdenes como hija de la caridad de San Vicente de Paúl. Tras varios años de docencia en el instituto técnico de Loos, se marchó en 1972 para enseñar en la Congo. - entonces bajo el régimen comunista de la República Popular del Congo - en Brazzaville.

En treinta años, fundó una red de escuelas gratuitas, la Ecole Spéciale de Brazzaville, que ofrece a los excluidos del sistema escolar, niños y jóvenes que han abandonado la escuela, adultos analfabetos y discapacitados, el acceso a la enseñanza primaria gratuita en francés.
Este "milagro de la amistad" permite ahora que casi 2500 niños, adolescentes y adultos abandonen la orfandad mental.
 Desde su creación, la Escuela Especial de Brazzaville ha salvado más de 20 000 congoleños del analfabetismo.
Ahora, en Francia desde septiembre de 2004, la hermana Marguerite continúa su labor en favor de los excluidos del sistema escolar. En particular, ha enseñado a leer y escribir a personas con grandes dificultades económicas y sociales.
En noviembre de 2006, la hermana Marguerite publicó Sœur Courage, un libro de entrevistas entre Jacques Séguéla y la hermana Marguerite, que relata sus treinta años en Brazzaville.
En septiembre de 2010, la Hermana Marguerite creó una estructura específica: el Fondo de Dotación de la Hermana Marguerite, cuyo objetivo es apoyar económicamente y potenciar las iniciativas locales de acceso a la enseñanza primaria gratuita en francés para los excluidos del sistema escolar. El objetivo a largo plazo es crear una Fundación que permita perpetuar, promover y ampliar su labor en favor de la educación primaria gratuita para todos.

## Escuela Especial de Brazzaville
La Escuela Especial de Brazzaville acoge y ofrece educación gratuita a los excluidos del sistema escolar congoleño: niños y jóvenes que han abandonado la escuela, analfabetos y adultos discapacitados. Por "excluidos" se entiende a todos aquellos que, por diversas razones de edad, salud, pobreza y condición social, no han podido ser educados en una escuela regular o han sido expulsados de ella. La escuela ofrece educación primaria y formación profesional (carpintería, costura y jardinería), así como actividades educativas para discapacitados mentales.

### Historia
La Escuela Especial de Brazzaville comenzó en octubre de 1975 enseñando a leer a cuarenta madres de la parroquia "Jesús Resucitado" del barrio de Plateau des Quinze Ans. (Comuna de Brazzaville). Poco a poco, la demanda creció, marcada en particular por la llegada de jóvenes y adultos analfabetos. El número de alumnos aumentó a 275 en 1980. La hermana Marguerite encontró mucho apoyo, tanto de Francia como de Brazzaville, para poder ofrecer una educación primaria eficaz.

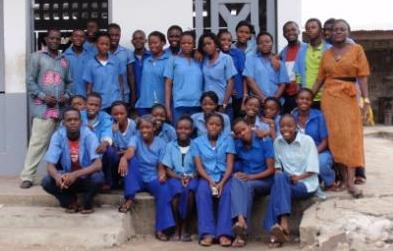
Classe de T3 (équivalent du CM1)

Con el fin de dotar a la Escuela Especial de espacio suficiente para acoger al creciente número de alumnos (375 en 1981), la hermana Marguerite buscó un edificio más adecuado. El gobierno congoleño -que ya había aprobado oficialmente el funcionamiento de esta estructura- autorizó la ampliación de la Escuela Especial en 1980 y ofreció un terreno junto al aeropuerto internacional de Maya-Maya, siempre en el barrio de Plateau des Quinze Ans (distrito de Moungali). Financiado por Misereor, la Embajada de Francia en el Congo, la Fundación Raoul-Follereau y la Fundación Auteuil, el edificio -actualmente la Escuela Madre- se inauguró el 26 de junio de 1982 en presencia de los embajadores de Francia y Alemania.
El primer curso escolar comenzó el 1 de octubre de 1982, con 442 alumnos. En octubre de 1984, los talleres de costura y carpintería fueron inaugurados por la primera dama del Congo, Antoinette Sassou, esposa del actual presidente congoleño Denis Sassou-Nguesso.
El 1 de octubre de 1992 se inauguró el primer anexo de la Escuela Especial: Case Vincent, en el barrio de Mikalou, financiado por el Ministerio de Cooperación francés y la Fundación Raoul-Follereau. En 1993, el número de estudiantes alcanzó 1000.
Pero en 1997 estallaron las tensiones políticas: fue el comienzo de la guerra civil de la República del Congo. A pesar de la difícil y peligrosa situación, la Hermana Marguerite permaneció en Brazzaville para apoyar a las familias más necesitadas y acoger a los numerosos refugiados en la escuela, cuyo funcionamiento fue interrumpido. El 1 de febrero de 1998, el conflicto terminó y las clases se reanudaron con 1500 alumnos.
El 11 de septiembre de 1998, la Hermana Marguerite fue condecorada con la Legión de Honor por el Sr. Hervé Bolot, embajador de Francia en el Congo, en reconocimiento a su labor y su enorme valor durante la guerra civil de 1997.
A pesar de nuevas tensiones, en 1999 se inauguró el segundo anexo de la Escuela Especial: la Casa Joseph, en el barrio de Talangaï.

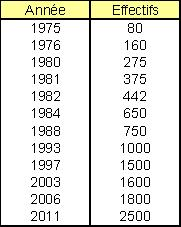
Evolución del alumnado

El comienzo de la década de 2000 marcó la formación de la "red de escuelas especiales", con la apertura de tres nuevos anexos: la cabaña Dominique en el distrito de Poto-Poto, la cabaña Montfort en el distrito de Kinsoundi y la cabaña Monnereau en el distrito de Makélékélé. 

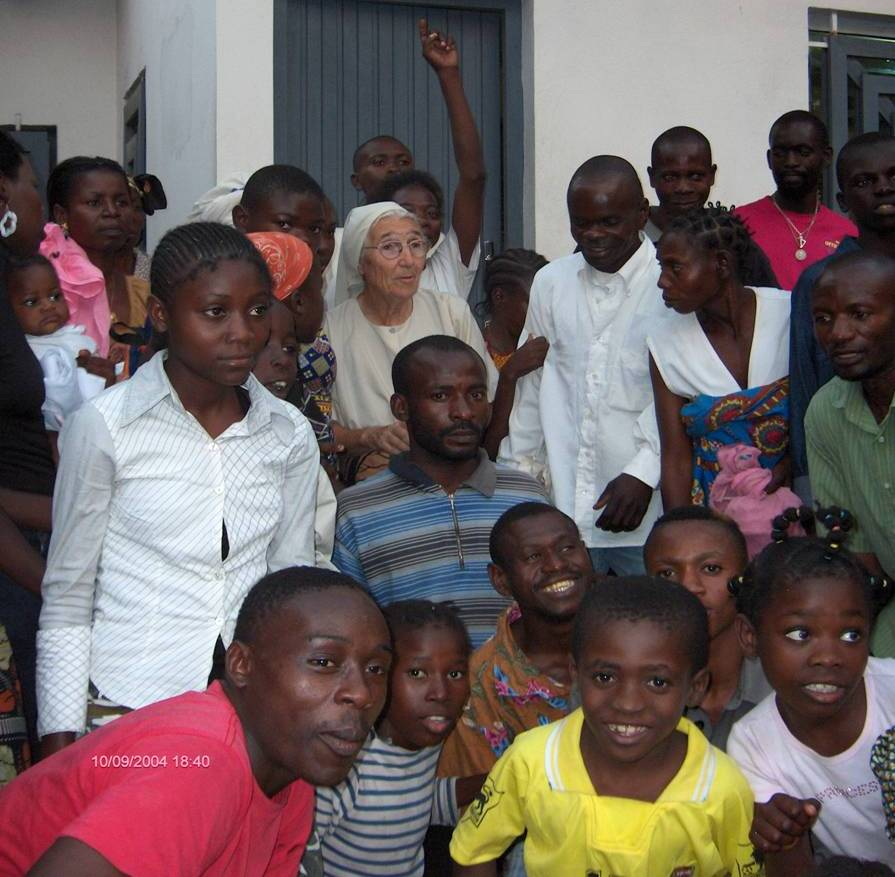
Marcha de la hermana Marguerite, septiembre 2004

El 18 de octubre de 2003 se inauguró el primer anexo rural de la Escuela Especial: la cabaña Pierre Savorgnan de Brazza en M'bé, un pueblo situado a 150 km al norte de Brazzaville. El edificio fue financiado por el Ministerio de Cooperación francés y construido por Acted.
En 2004, al aumentar el número de alumnos a 1800, se añadieron seis nuevas aulas al edificio principal de Moungali, financiadas por la Auteuil International.
Sor Marguerite se enteró de que su comunidad de las Hijas de la Caridad la llamaba a volver a Francia. Su salida sería efectiva en septiembre. Antes de regresar a Francia, la Hermana Marguerite recibió la Orden del Mérito Congolés, otorgada por Émilienne Raoul, Ministra de Asuntos Sociales. Luego dejó la dirección de la Escuela Especial a su hermana colaboradora María Dolorés, que estuvo al frente hasta 2009.
Actualmente, la Escuela Especial de Brazzaville está dirigida por la hermana Brigitte Liyombi, encargada de la enseñanza y la pedagogía, y asistida en la parte administrativa por la hermana María Teresa Casta.

### Organización pedagógica

#### Secciones

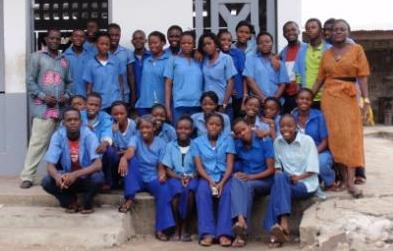
Clase de T3 (equivalente al CM1)

La enseñanza en la École Spéciale se organiza en torno a tres secciones pedagógicas (adultos, jóvenes y sección práctica).
- La sección de adultos (A) está abierta a personas mayores de 20 años, con cursos de alfabetización y preparación para el certificado de estudios primarios.
- La sección de jóvenes se divide en dos categorías:
- J' (para los menores de 14 años): cursos de alfabetización y de repaso, para luego enviarlos a las escuelas habituales y retomar un ciclo normal
- T (para mayores de 14 años): cursos de alfabetización y preparación del certificado de estudios primarios para adultos.

Pero también talleres profesionales de carpintería, costura, punto, bordado y jardinería.
- La sección práctica (SP) es para niños y jóvenes con discapacidades mentales. Ofrece actividades de sensibilización y prácticas, como cocina, jardinería y deportes, con el fin de promover la integración de estos alumnos en la familia y la sociedad.

#### Los cuatro principios básicos
- Acogida de los excluidos de la educación primaria
- Convivencia de las tres secciones educativas
- Gratuito con participación libre de los alumnos
- Gestión de un comité de ayuda mutua

### El futuro de los estudiantes

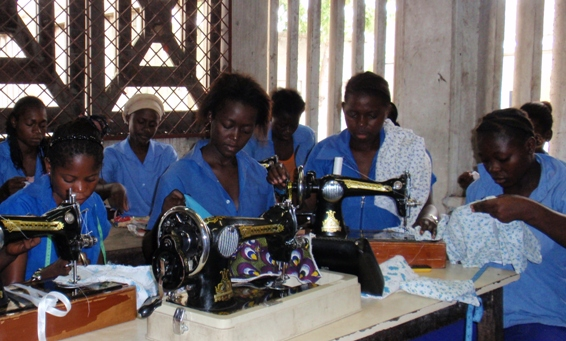
Aprendizaje de costura

Los niños más pequeños (sección J) se reintegran al ciclo normal de la escuela primaria en el nivel CM2.
Los niños mayores tienen la posibilidad de aprobar el certificado de estudios primarios, con la oportunidad de continuar sus estudios en un colegio tecnológico. También pueden acceder a la vida profesional gracias a la formación recibida en la École Spéciale (carpintería, costura y jardinería). Los antiguos alumnos también se han convertido en profesores de la École Spéciale. 

Los discapacitados mentales siguen al cuidado de sus familias, pero su paso por la Escuela Especial les ha hecho más conscientes, facilitando su integración en la sociedad.

### Financiación

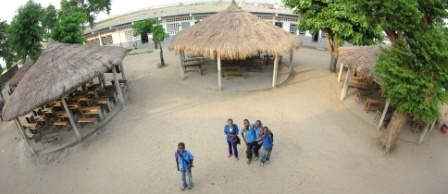
Patio de la escuela materna en Moungali

Siendo la Escuela Especial de Brazzaville gratuita, su funcionamiento siempre ha sido financiado por lo que la hermana Marguerite llama un "milagro de la amistad": donantes privados y ONG que han podido responder a las crecientes necesidades de la escuela.
Con el fin de estructurar un apoyo financiero permanente en Francia, se creó la Asociación "Les Amis de l'École spéciale de Brazzaville" el 12 de marzo de 1993. Compuesta por una sólida red de donantes y patrocinadores, la asociación financia en gran medida el presupuesto anual de 200 000 € de la École spéciale de Brazzaville.
Además, el Estado congoleño ha ido participando progresivamente en el funcionamiento de la Escuela Especial, financiando los salarios de algunos de los profesores. En 1980, había siete profesores titulares. Actualmente, de los sesenta y ocho profesores de la École Spéciale de Brazzaville, treinta y cinco son pagados por el Estado.
Este enfoque permite implicar más a los poderes públicos en la política educativa nacional, sobre todo en favor de los excluidos de las escuelas primarias habituales.

## El libroSœur Courage

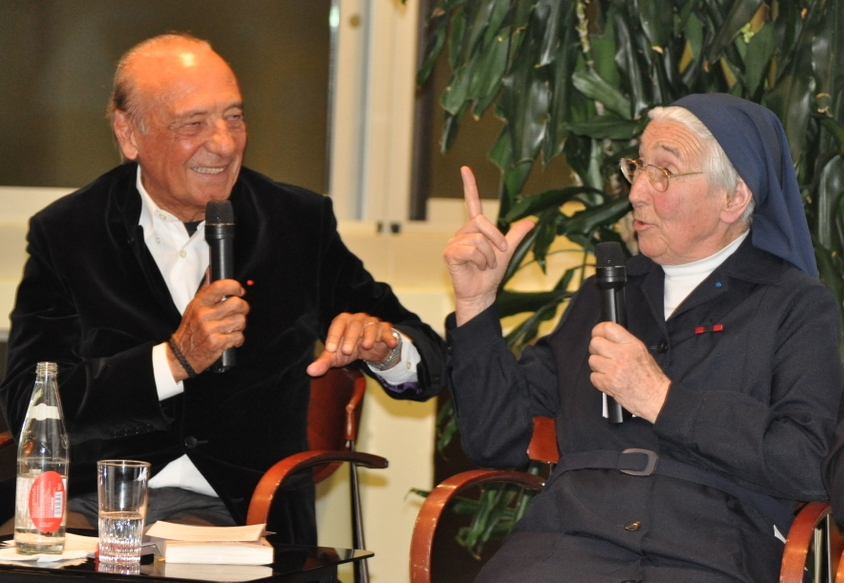
Sœur Marguerite y Jacques Séguéla,
en abril de 2011

En abril de 2006, la hermana Marguerite conoció al ejecutivo publicitario Jacques Séguéla. Rápidamente seducido por su extraordinaria personalidad, le propuso escribir una biografía. En octubre de 2006, se publicó Sister Courage, un libro de entrevistas titulado "el inesperado encuentro de un hijo de un ejecutivo de publicidad y una hija de Dios", que habla en particular del compromiso de la hermana Marguerite en la lucha contra el analfabetismo en el Congo y sus estragos en la sociedad.
Los beneficios del libro se donan a la Asociación de "Amigos de la Escuela Especial de Brazzaville".
Al escucharlo, sentí como una caricia de felicidad.

Del drama, sólo conserva la esperanza; 

de la oscuridad de la humanidad, sólo la blancura de las mañanas por venir.
La hermana Marguerite no cuenta historias, las imita. 

Ya no es pasado, sino vivo.
La hermana Marguerite siempre tiene la última palabra.

Cuando la escuchas, quieres callar.

Cuando la vés sonreír, quieres seguirla.

Jacques Séguéla

## Los fondos de dotación de Sœur Marguerite
Para promover y ampliar su labor, la hermana Marguerite desea crear una Fundación cuyo objetivo sea apoyar la educación primaria gratuita de los excluidos del sistema escolar. Para desarrollar este gran proyecto, se asoció de nuevo con Jacques Séguéla, pero también con el padre Alain Maillard de La Morandais y otros amigos.

### Creación y puesta en marcha
Para crear una Fundación, Sor Marguerite creó primero una estructura jurídica intermedia: el «Fondo de Dotación Sor Marguerite», cuya finalidad era constituir la dotación necesaria para la creación de una Fundación. Esta estructura también está destinada a financiar proyectos de educación primaria gratuita para todos.
Su objetivo es apoyar financieramente y promover las iniciativas locales de acceso a la enseñanza primaria gratuita en francés para los excluidos del sistema escolar (niños y jóvenes que han abandonado la escuela, adultos analfabetos, discapacitados).
Para 2012, el Fondo de Dotación Sor Marguerite tiene previsto convertirse en una Fundación reconocida de utilidad pública, ser un actor de referencia en la educación primaria en el mundo francófono y financiar 20 proyectos por un importe de 500 000 €.
El Fondo de Dotación Sœur-Marguerite fue oficializado en la Maison de la UNESCO en París, el martes 12 de abril de 2011, bajo el alto patrocinio de Carla Bruni-Sarkozy.

### Primeros proyectos financiados

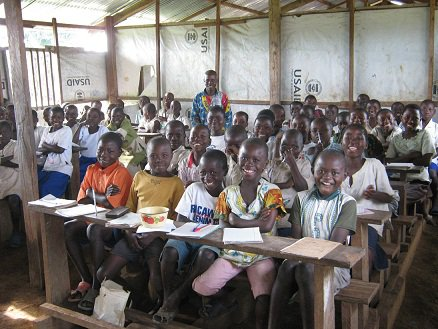
Niños escolarizados por el Objectif Brousse

El primer proyecto apoyado financieramente es el de Objectif Brousse, una asociación que trabaja en la República Democrática del Congo y que desarrolla un programa de escolarización gratuita para 2000 niños en 50 escuelas de la región de  Kivu.

El «Fonds de Dotation Sœur Marguerite» también apoya el presupuesto de funcionamiento de la Association des Amis de l'École Spéciale de Brazzaville. 

A los proyectos ya existentes se añadirán gradualmente otros de apoyo.

### La canción y el vídeo "Love is Love"
En junio de 2011, antiguos participantes en varios programas de Reality TV, optaron por contribuir al proyecto de Sor Marguerite prestando sus voces para un single titulado Love is Love, compuesto por Allan Van Darc. La canción va acompañada de un videoclip marcado por la participación de Sor Margarita.
Todos los beneficios se donan al «Fondo de Dotación de la Hermana Marguerite».

### Le Gala de Brazzaville

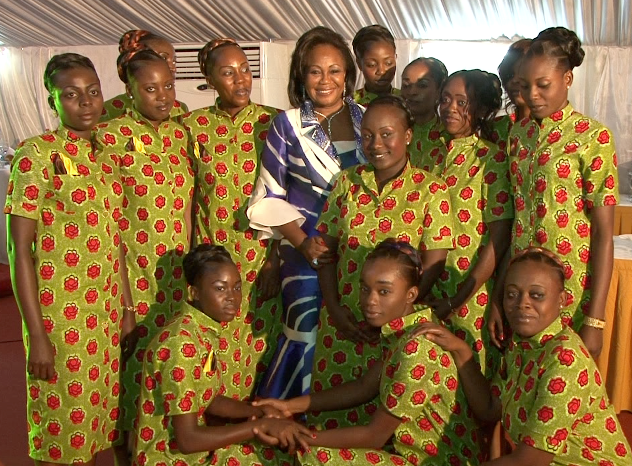
Antoinette Sassou Nguesso

El sábado 3 de diciembre de 2011 se organizó la Noche de Gala del Fondo de Dotación Hermana Margarita. Al acto asistieron cerca de 200 invitados. Marcada por el alto patrocinio y la presencia de la Sra. Antoinette Sassou Nguesso, primera dama de la República del Congo y Presidenta de la Fundación Congo-Asistencia, esta Gala pretendía sensibilizar a los invitados sobre la educación primaria gratuita para todos. También pretendía implicar financieramente a los operadores económicos implicados en el Congo y reforzar los lazos de amistad franco-congoleños sobre el legado de Sor Marguerite.
Presentada por el célebre periodista congoleño Medard Milandou, la velada sirvió para presentar oficialmente el Fondo de Dotación Hermana Marguerite en el Congo, pero también para destacar la Escuela Especial de Brazzaville, obra original de la Hermana Marguerite.
Toda la recaudación se destinará exclusivamente al desarrollo de la «Red de Escuelas Especiales del Congo-Brazzaville».

## Distinciones

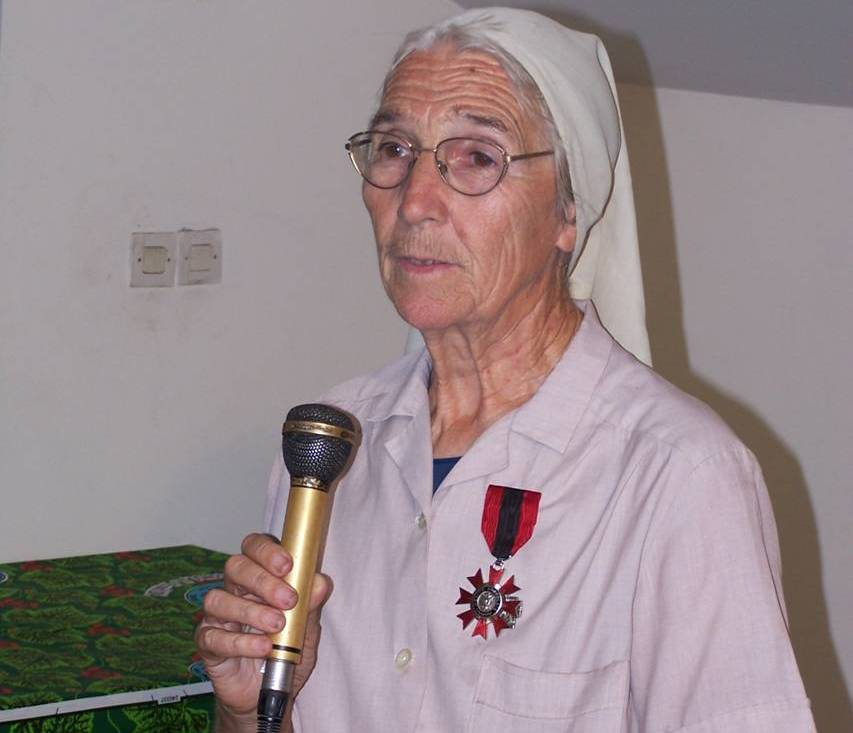
La hermana Marguerite recibió la Orden del Mérito del Congo en septiembre de 2004

- Once de septiembre de 1998: Chevalier de la Légion d'honneur, otorgado por el embajador francés en el Congo, Hervé Bolot.
- Septiembre 2004: Orden del Mérito del Congo, concedida por la ministra de Asuntos Sociales, Emilienne Raoul.
- Ocho de septiembre de 2008: Caballero de la ordre national du Mérite, otorgada por el ministro de Educación Nacional, Xavier Darcos.
- Uno de enero de 2014: Elevado al rango de Oficial de la Legión de Honor por el Ministerio del Interior (Francia).[11]